# Eliahu Inbal

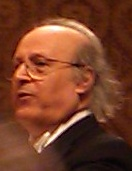
Eliahu Inbal (2009)

Eliahu Inbal (hebräisch אליהו ענבל; * 16. Februar 1936 in Jerusalem) ist ein israelischer Dirigent und war Chefdirigent mehrerer Orchester.

## Leben
Eliahu Inbal, Sohn von Leah Musseri und Jehuda Joseph Inbal, studierte von 1952 bis 1956 an der Musikhochschule Jerusalem, beginnend mit Studien für Violine und Komposition bei Paul Ben-Haim. Nach einer Empfehlung von Leonard Bernstein erhielt der talentierte junge Musiker ein Stipendium für eine Weiterausbildung in der Dirigentenklasse des Pariser Konservatoriums. Er besuchte 1960 bis 1962 auch Dirigier-Kurse bei Sergiu Celibidache und bei Franco Ferrara (beim Radio Nederland Wereldomroep in Hilversum).
Im Jahr 1963 wurde er zum ersten Preisträger des internationalen Dirigenten-Wettbewerbes „Guido Cantelli“ in Novara gekürt. Dies öffnete ihm das Tor zu einer großen Karriere. Seither gastiert er bei praktisch allen namhaften Orchestern der Welt und bei internationalen Festspielen. 1968 heiratete er Helga Fritzsche. Aus der Ehe gingen die Kinder Daniel, Dalia und 1972 der Dirigent David Inbal hervor.
Von 1974 bis 1990 leitete Eliahu Inbal in Frankfurt am Main das Radio-Sinfonie-Orchester Frankfurt des Hessischen Rundfunks. Die Schallplattenaufnahmen mit den symphonischen Gesamtaufnahmen von Mahler und Bruckner sowie den Orchesterwerken von Berlioz wurden preisgekrönt. Die orchestralen Werke von Schönberg, Berg und Webern sowie die Symphonien von Brahms, Tschaikowsky, Schostakowitsch und Schumann wurden ebenfalls unter Inbals Leitung aufgenommen. 1996 wurde er zu dessen Ehrendirigenten ernannt.
Von 1984 bis 1987 war Eliahu Inbal zusätzlich „Direttore Musicale Principale“ (Chefdirigent) des Orchesters des Gran Teatro La Fenice in Venedig.
Von 1996 bis 2001 hatte Inbal den Chefdirigentenposten beim Orchestra Nazionale della RAI in Turin inne. Hier führte er in den ersten drei Jahren den Ring von Wagner konzertant auf. Dafür erhielt er unter anderem die italienischen Kritikerpreise Premio Franco Abbiati della Critica Musicale Italiana (1995) und Premio Gian Battista Viotti (1999). In seinem Heimatland Israel geriet er jedoch in das Kreuzfeuer der Kritik, weil dort die Musik Wagners in enger Verbindung mit dem Nationalsozialismus gesehen wird.
Von 2001 bis 2006 war er Chefdirigent des Berliner Sinfonie-Orchesters und ist dort seither Ehrenmitglied. Von September 2007 bis 2011 war er wieder Chefdirigent des Orchesters des Gran Teatro La Fenice, von Herbst 2009 bis Juni 2012 Chefdirigent der Tschechischen Philharmonie Prag und von April 2008 bis 2014 Chefdirigent des Tokyo Metropolitan Symphony Orchestra.
Im August 2019 wurde Inbal mit einem Dreijahresvertrag zum Chefdirigenten des Taipei Symphony Orchestra ernannt. Diese Position hatte er bis 2022 inne.

## Auszeichnungen
- 1963: 1. Preis beim Internationalen Dirigentenwettbewerb „Guido Cantelli“, Novara
- Deutscher Schallplattenpreis 1983 für weltweit erste Aufnahmen der Erstfassungen Bruckners 3., 4. und 8. Sinfonie
- Deutscher Schallplattenpreis 1988 für die weltweit erste digitale Mahler-Gesamtaufnahme
- Ordre des Arts et des Lettres, Officier (Frankreich, 1990)
- Premio Abbiati (1996/97)
- Premio Gian Battista Viotti (1999)
- Goldenes Ehrenzeichen für Verdienste um das Land Wien (Februar 2001)
- Goetheplakette der Stadt Frankfurt am Main (2006)
- Bundesverdienstkreuz 1. Klasse (8. Juli 2006)[2]
- International Opera Award 2014 als beste Produktion im Wagner-Jubiläumsjahr mit „Parsifal“ an der Vlaamse Opera im Jahr 2013